# Živá latina
Živá latina (latinsky Latinitas viva) je označení pro běžné užívání latinského jazyka, který je jinak obvykle uváděn jako mrtvý.

## Zastánci
Zastánce živé latiny lze rozdělit do dvou skupin. Jedni prosazují aktivní užívání jazyka jako prostředek k tomu, aby jeho učení bylo příjemnější, ale také účinnější než je v současné době, přičemž vycházejí ze zkušeností s posledními změnami v metodologii v oblasti moderního vyučování jazyků. Druzí si přejí návrat latiny jako mezinárodního komunikačního prostředku mezi lidmi nebo jako akademického jazyka, jako tomu v Evropě bylo od dob starého Říma do 18. století.

## Instituce
Mezi instituce, které poskytují výuku živé latiny patří americká univerzita v Kentucky nebo belgická nadace Fundatio Melissa Archivováno 25. 2. 2011 na Wayback Machine.. Zastáncem filosofie živé latiny je Severoamerický institut pro studium živé latiny SALVI. Mnoho zájmových skupin z celého světa, ve kterých se mluví latinsky sdružuje společenství Societas Circulorum Latinorum. Aktivní činnost vyvíjí také komunita příznivců latiny Vita latinitatis, mezi jejíž aktivity patří i jedno z mnoha výročních setkání nadšenců pro latinu v Evropě Septimanae latinae, které celé probíhá v latině. Velmi známý je italský latinista a pedagog Luigi Miraglia.
Latinskou verzi má i svobodná encyklopedie Wikipedie - Vicipaedia latina.